# Liga Mistrzów UEFA (1993/1994)
II Liga Mistrzów UEFA 1993/1994

(ang. UEFA Champions League)
XXXIX Puchar Europy Mistrzów Klubowych 1993/1994

(ang. European Champion Clubs’ Cup)

## Runda wstępna
| HJK Helsinki – Norma Tallinn 1:1 i 1:0 1 18.08 1993 1:0 Heinola 15, 1:1 Borisow 16 2 01.09 1993 1:0 Biełochwostow 81s |
| Ekranas Poniewież – Floriana FC 0:1 i 0:1 1 18.08 1993 0:1 Buttigieg 43 2 01.09 1993 0:1 Buttigieg 60 |
| B68 Toftir – Croatia Zagrzeb 0:5 i 0:6 1 18.08 1993 0:1 Cvitanović 15, 0:2 Lesjak 32, 0:3 Vlaović 44, 0:4 Turković 84, Adľić 89 2 01.09 1993 0:1 Živković 17, 0:2 Vlaović 53, 0:3 Halilović 74, 0:4 Vlaović 84, 0:5 Vlaović 88, 0:6 Vlaović 89                                   |
| Skonto Ryga – Olimpija Lublana 0:1 i 1:0 (dog), karne 11:10 1 18.08 1993 0:1 Milinović 16 2 01.09 1993 1:0 Blagonadeždins 85 |
| Cwmbran Town – Cork City 3:2 i 1:2 1 18.08 1993 1:0 King 4k, 2:0 Ford 25, 3:0 Ford 27, 3:1 Caulfield 62, 3:2 Buckley 75 2 01.09 1993 1:0 McNeil 7, 1:1 Morley 74, 1:2 Glynn 85                                                                                                   |
| Dinamo Tbilisi – Linfield F.C. 2:1 i 1:1 1 18.08 1993 1:0 Szota Arweładze 7, 1:1 Johnston 56, 2:1 Inaliszwili 66 2 01.09 1993 1:0 Szota Arweładze 46, 1:1 Haylock 71 Linfield awansował do następnej rundy na skutek dyskwalifikacji Dinamo Tbilisi (próba przekupstwa sędziego) |
| Avenir Beggen – Rosenborg BK 0:2 i 0:1 1 18.08 1993 0:1 Bragstad 9, 0:2 Løken 65 2 01.09 1993 0:1 Skammelsrud 70 |
| Partizani Tirana – Akraness 0:0 i 0:3 1 22.08 1993 2 01.09 1993 0:1 Hognason 70, 0:2 Gudjohnsson 74, 0:3 Gudjohnsson 81 |
| Omonia Nikozja – FC Aarau 2:1 i 0:2 1 18.08 1993 1:0 Kiziłaszwili 15, 2:0 Kiziłaszwili 61, 2:1 Ratinho 62 2 01.09 1993 0:1 Stiel 6, 0:2 Heldmann 38 |
| Zimbru Kiszyniów – Beitar Jerozolima 1:1 i 0:2 1 18.08 1993 0:1 Harazi 10, 1:1 Revda 83 2 01.09 1993 0:1 Harazi 4, 0:2 Grecznew 72k |

## I runda
| Galatasaray SK – Cork City 2:1 i 1:0 1 15.09 1993 1:0 Türkyilmaz 31, 2:0 Arif 51, 2:1 Barry 62 2 29.09 1993 1:0 Türkyilmaz 76                                                                                            |
| Werder Brema – Dynamo Mińsk 5:2 i 1:1 1 16.09 1993 1:0 Hobsch 26, 2:0 Hobsch 32, 2:1 Gierasimiec 52, 3:1 Rufer 55, 4:1 Hobsch 60, 4:2 Weczko 77, 5:2 Rufer 90 2 29.09 1993 0:1 Biełkiewicz 41, 1:1 Rufer 80k             |
| Dynamo Kijów – FC Barcelona 3:1 i 1:4 1 15.09 1993 1:0 Szkapienko 6, 1:1 R. Koeman 29k, 2:1 Leonienko 45k, 3:1 Leonienko 56 2 29.09 1993 0:1 M. Laudrup 8, 0:2 Bakero 16, 1:2 Rebrov 28, 1:3 Bakero 47, 1:4 R. Koeman 67 |
| AS Monaco – AEK Ateny 1:0 i 1:1 1 15.09 1993 1:0 Vlachos 80s 2 29.09 1993 1:0 Djorkaeff 5, 1:1 Slisković 12 |
| Budapest Honvéd – Manchester United 2:3 i 1:2 1 15.09 1993 0:1 Keane 9, 1:1 Szabados 40, 1:2 Keane 43, 1:3 Cantona 44, 2:3 Stefanow 2 29.09 1993 0:1 Bruce 55, 0:2 Bruce 64, 1:2 Salloi 78                               |
| Rangers – Lewski Sofia 3:2 i 1:2 1 15.09 1993 1:0 McPherson 43, 1:1 Borimirow 77, 2:1 Hateley 56, 2:2 Todorow 83, 3:2 Hateley 79 2 29.09 1993 0:1 Sirakow 36, 1:1 Durrant 44, 1:2 Todorow 90                             |
| AIK Fotboll – Sparta Praga 1:0 i 0:2 1 15.09 1993 1:0 Lidman 36 2 29.09 1993 0:1 Siegl 15, 0:2 Siegl 80 |
| Linfield F.C. – FC København 3:0 i 0:4 (dog) 1 15.09 1993 1:0 Haylock 38, 2:0 McConnell 42, 3:0 Johnston 60 2 29.09 1993 0:1 M. Möller 2, 0:2 Mi. Johansen 26, 0:3 Hoejer 90, 0:4 Mikkelsen 96                           |
| HJK Helsinki – RSC Anderlecht 0:3 i 0:3 1 15.09 1993 0:1 Bosman 49, 0:2 B. Versavel 74, 0:3 Boffin 80 2 29.09 1993 0:1 Nilis 16, 0:2 Nilis 21, 0:3 Nilis 42                                                              |
| Akraness – Feyenoord 1:0 i 0:3 1 15.09 1993 1:0 Thordarsson 75 2 29.09 1993 0:1 Refos 25, 0:2 Obiku 65, 0:3 Blinker 83                                                                                                   |
| Steaua Bukareszt – Croatia Zagrzeb 1:2 i 3:2 1 15.09 1993 0:1 Cvitanović 19, 1:1 Panduru 35, 1:2 Jehčić 62 2 28.09 1993 0:1 Vlaović 7, 1:1 Panduru 14, 2:1 Vladoiu 49, 3:1 Vladoiu 61, 3:2 Adľić 71 (mecz w Lublanie)    |
| Rosenborg BK – Austria Wiedeń 3:1 i 1:4 1 15.09 1993 1:0 Tangen 29k, 1:1 Zsak 33k, 2:1 Leonhardsen 35, 3:1 Løken 42 2 29.09 1993 0:1 Narbekovas 12, 1:1 Dahlum 32, 1:2 Schmid 50, 1:3 Zsak 74, 1:4 Kögler 81             |
| FC Porto – Floriana FC 2:0 i 0:0 1 15.09 1993 1:0 Kostadinow 8, 2:0 Semedo 78 2 29.09 1993 |
| Skonto Ryga – Spartak Moskwa 0:5 i 0:4 1 15.09 1993 0:1 Pogodin 2, 0:2 Rodionow 7, 0:3 Pogodin 39, 0:4 Rodionow 41, 0:5 Besczastnych 67 2 29.09 1993 0:1 Cymbalar 7, 0:2 Pisariew 15, 0:3 Cymbalar 40, 0:4 Onopko 87     |
| FC Aarau – A.C. Milan 0:1 i 0:0 1 15.09 1993 0:1 Papin 54 2 29.09 1993 |
| Lech Poznań – Beitar Jerozolima 3:0 i 4:2 1 15.09 1993 1:0 Moskal 6, 2:0 Podbrożny 32k, 3:0 Trzeciak 60 2 29.09 1993 1:0 Łukasik 4, 1:1 Ohana 11, 2:1 Trzeciak 24, 3:1 Podbrożny 31, 3:2 Schwaig 72, 4:2 Dembiński 70    |

## II runda
| FC Porto – Feyenoord 1:0 i 0:0 1 20.10 1993 1:0 Domingos 90 2 03.11 1993 |
| AS Monaco – Steaua Bukareszt 4:1 i 0:1 1 20.10 1993 0:1 Dumitrescu 21k, 1:1 Ikpeba 50, 2:1 Klinsmann 52, 3:1 Klinsmann 65, 4:1 Ikpeba 75 2 03.11 1993 0:1 Dumitrescu 84                                          |
| Lewski Sofia – Werder Brema 2:2 i 0:1 1 20.10 1993 0:1 Bode 50, 0:2 Rufer 52, 1:2 Jankow 75, 2:2 Genczew 90 2 03.11 1993 0:1 Basler 73                                                                           |
| FC København – A.C. Milan 0:6 i 0:1 1 20.10 1993 0:1 Papin 1, 0:2 Simone 6, 0:3 Simone 16, 0:4 Papin 72, 0:5 B. Laudrup 44, 0:6 Orlando 61 2 03.11 1993 0:1 Papin 45                                             |
| Sparta Praga – RSC Anderlecht 0:1 i 2:4 1 20.10 1993 0:1 Nilis 74 2 03.11 1993 0:1 Bosman 2, 1:1 Dvimik 17, 1:2 Nilis 47, 2:2 Dvimik 69, 2:3 Nilis 73, 2:4 B. Versavel 87                                        |
| Manchester United – Galatasaray SK 3:3 i 0:0 1 20.10 1993 1:0 Robson 2, 2:0 Hakan 13s, 2:1 Türkyilmaz 31, 2:2 Türkyilmaz 63, 2:3 Arif 76, 3:3 Cantona 81 2 03.11 1993                                            |
| Lech Poznań – Spartak Moskwa 1:5 i 1:2 1 20.10 1993 0:1 Pisariew 8, 0:2 Karpin 10, 0:3 Onopko 30, 1:3 Podbrożny 44k, 1:4 Pisariew 62, 1:5 Onopko 53 2 03.11 1993 0:1 Karpin 7, 1:1 Dembiński 30, 1:2 Chlestow 83 |
| FC Barcelona – Austria Wiedeń 3:0 i 2:1 1 20.10 1993 1:0 R. Koeman 37k, 2:0 R. Koeman 68, 3:0 Quique Estebaranz 88 2 03.11 1993 1:0 Stoiczkow 6, 1:1 A. Ogris 40, 2:1 Stoiczkow 77                               |

## Faza grupowa

### Grupa A
| AS Monaco – Spartak Moskwa 4:1 (2:0) - 24.11 1993 1:0 Klinsmann 18, 2:0 Ikpeba 41, 2:1 Pisariew 49, 3:1 Djorkaeff 62k, 4:1 Thuram 90                  |
| Galatasaray SK – FC Barcelona 0:0 - 24.11 1993 |
| FC Barcelona – AS Monaco 2:0 (2:0) - 08.12 1993 1:0 Beguiristáin 16, 2:0 Beguiristáin 26                                                              |
| Spartak Moskwa – Galatasaray SK 0:0 - 08.12 1993 |
| AS Monaco – Galatasaray SK 3:0 (2:0) - 02.03 1994 1:0 Scifo 35, 2:0 Djorkaeff 40, 3:0 Klinsmann 55                                                    |
| Spartak Moskwa – FC Barcelona 2:2 (0:1) - 02.03 1994 0:1 Stoiczkow 10, 0:2 Romario 66, 1:2 Rodionow 77, 2:2 Karpin 88                                 |
| FC Barcelona – Spartak Moskwa 5:1 (1:1) - 16.03 1994 0:1 Karpin 3, 1:1 Stoiczkow 33, 2:1 Amor 75, 3:1 R. Koeman 77, 4:1 R. Koeman 80, 5:1 Romario 86k |
| Galatasaray SK – AS Monaco 0:2 (0:0) - 16.03 1994 0:1 Scifo 54, 0:2 Gnako 88                                                                          |
| FC Barcelona – Galatasaray SK 3:0 (1:0) - 30.03 1994 1:0 Amor 21, 2:0 R. Koeman 70k, 3:0 Eusebio 76                                                   |
| Spartak Moskwa – AS Monaco 0:0 - 30.03 1994 |
| AS Monaco – FC Barcelona 0:1 (0:1) - 13.04 1994 0:1 Stoiczkow 14                                                                                      |
| Galatasaray SK – Spartak Moskwa 1:2 (0:0) - 13.04 1994 0:1 Onopko 54, 0:2 Karpin 82, 1:2 Cihat 86                                                     |

| Poz | Klub           | Mecze | Zw | Rem | Por | Pkt | BrZd | BrStr |
| --- | -------------- | ----- | -- | --- | --- | --- | ---- | ----- |
| 1   | FC Barcelona   | 6     | 4  | 2   | 0   | 10  | 13   | 3     |
| 2   | AS Monaco      | 6     | 3  | 1   | 2   | 7   | 9    | 4     |
| 3   | Spartak Moskwa | 6     | 1  | 3   | 2   | 5   | 6    | 12    |
| 4   | Galatasaray SK | 6     | 0  | 2   | 4   | 2   | 1    | 10    |

### Grupa B
| RSC Anderlecht – A.C. Milan 0:0 - 24.11 1993 |
| FC Porto – Werder Brema 3:2 (2:0) - 24.11 1993 1:0 Domingos 7, 2:0 Rui Jorge 37, 3:0 José Carlos 82, 3:1 Hobsch 85, 3:2 Rufer 86                                          |
| A.C. Milan – FC Porto 3:0 (2:0) - 01.12 1993 1:0 Raducioiu 17, 2:0 Panucci 40, 3:0 Massaro 64                                                                             |
| Werder Brema – RSC Anderlecht 5:3 (0:3) - 08.12 1993 0:1 Albert 16, 0:2 Boffin 18, 0:3 Boffin 33, 1:3 Rufer 66, 2:3 Bratseth 72, 3:3 Hobsch 80, 4:3 Bode 83, 5:3 Rufer 89 |
| RSC Anderlecht – FC Porto 1:0 (0:0) - 02.03 1994 0:1 Nilis 88 |
| A.C. Milan – Werder Brema 2:1 (0:0) - 02.03 1994 1:0 Maldini 48, 1:1 Basler 54, 2:1 Savičević 68                                                                          |
| FC Porto – RSC Anderlecht 2:0 (1:0) - 16.03 1994 1:0 Drulović 9, 2:0 Secretario 90                                                                                        |
| Werder Brema – A.C. Milan 1:1 (0:0) - 16.03 1994 1:0 Rufer 52k, 1:1 Savičević 74                                                                                          |
| A.C. Milan – RSC Anderlecht 0:0 - 30.03 1994 |
| Werder Brema – FC Porto 0:5 (0:2) - 30.03 1994 0:1 Rui Filipe 11, 0:2 Kostadinow 34, 0:3 Secretario 70, 0:4 Domingos 74, 0:5 Timofte 90k                                  |
| FC Porto – A.C. Milan 0:0 - 13.04 1994 |
| RSC Anderlecht – Werder Brema 1:2 (1:1) - 13.04 1994 0:1 Bode 33, 1:1 Bosman 44, 1:2 Bode 65                                                                              |

| Poz | Klub           | Mecze | Zw | Rem | Por | Pkt | BrZd | BrStr |
| --- | -------------- | ----- | -- | --- | --- | --- | ---- | ----- |
| 1   | A.C. Milan     | 6     | 2  | 4   | 0   | 8   | 6    | 2     |
| 2   | FC Porto       | 6     | 3  | 1   | 2   | 7   | 10   | 6     |
| 3   | Werder Brema   | 6     | 2  | 1   | 3   | 5   | 11   | 15    |
| 4   | RSC Anderlecht | 6     | 1  | 2   | 3   | 4   | 5    | 9     |

## 1/2 finału
Mecze zostały rozegrane na boiskach zwycięzców grup.
| FC Barcelona – FC Porto 3:0 (2:0) - 27.04 1994 1:0 Stoiczkow 10, 2:0 Stoiczkow 35, 3:0 R. Koeman 73 |
| A.C. Milan – AS Monaco 3:0 (1:0) - 27.04 1994 1:0 Desailly 14, 2:0 Albertini 48, 3:0 Massaro 65     |

## Finał
| 18 maja 1994 Ateny Olimpiako Stadio (70 000) A.C. Milan – FC Barcelona 4:0 (2:0) Sędzia: Philip Don (Anglia) Bramki: 1:0 Daniele Massaro 22, 2:0 Daniele Massaro 45, 3:0 Dejan Savićević 47, 4:0 Marcel Desailly 58 Żółte kartki: Mauro Tassotti, Daniele Massaro, Demetrio Albertini, Christian Panucci / José Mari Bakero, Miguel Ángel Nadal, Sergi Barjuán, Albert Ferrer Associazione Calcio Milan (trener Fabio Capello): Sebastiano Rossi – Mauro Tassotti (kapitan), Filippo Galli, Paolo Maldini (83 Stefano Nava), Christian Panucci, Roberto Donadoni, Marcel Desailly, Demetrio Albertini, Zvonimir Boban, Dejan Savićević, Daniele Massaro Futbol Club Barcelona (trener Johan Cruijff): Andoni Zubizarreta (kapitan) – Albert Ferrer, Miguel Ángel Nadal, Ronald Koeman, Sergi Barjuán (72 Quique Estebaranz), Josep Guardiola, José Mari Bakero, Guillermo Amor, Christo Stoiczkow, Romário, Aitor Beguiristáin (51 Eusebio Sacristán) |